# The Strain (seizoen 1)
Dit artikel vat het eerste seizoen van The Strain samen. Dit seizoen liep van 13 juli 2014 tot 5 oktober 2014 en bevatte dertien afleveringen.

## Rolverdeling

### Hoofdrollen
- Corey Stoll - dr. Ephraim Goodweather
- Natalie Brown - Kelly Goodweather
- Ben Hyland - Zach Goodweather
- Mía Maestro - dr. Nora Martinez
- David Bradley - Abraham Setrakian
- Kevin Durand - Vasiliy Fet
- Richard Sammel - Thomas Eichorst
- Jack Kesy - Gabriel Bolivar
- Miguel Gomez - Augustin 'Gus' Elizalde
- Ruta Gedmintas - Dutch Velders
- Jonathan Hyde - Eldritch Palmer

### Terugkerende rollen
- Roger Cross - Reggie Fitzwilliam
- Robin Atkin Downes - De Meester
- Robert Maillet - De Meester
- Sean Astin - Jim Kent
- Daniel Kash - dr. Everett Barnes
- Anne Betancourt - Mariela Martinez
- Drew Nelson - Matt Sayles
- Adriana Barraza - Guadalupe Elizalde
- Francis Capra - Crispin Elizalde
- Nikolai Witschl - Ansel Barbour
- Inga Cadranel - Diane
- Leslie Hope - Joan Luss
- Pedro Miguel Arce - Felix

## Afleveringen
| Nr. | Aflevering | Titel                  | Regisseur          | Schrijver(s)                               | Selectie gastrollen | Uitzenddatum      |  |
| --- | ---------- | ---------------------- | ------------------ | ------------------------------------------ | --- | ----------------- |  |
| 1 | 1          | Night Zero             | Guillermo del Toro | Guillermo del Toro Chuck Hogan             | Lance Henriksen - stem verteller Andrew Divoff - Peter Bishop Jonathan Potts - piloot Doyle Redfern Steven McCarthy - Gary Arnot Isabelle Nélisse - Emma Arnot                                             | 13 juli 2014      |  |
| Verontrustende geluiden uit de vrachtruimte van een passagiersvliegtuig, die onderweg is naar het John F. Kennedy International Airport, houdt de gemoederen bezig van het personeel. Nadat het vliegtuig geland is wordt het contact onmiddellijk met de luchtverkeersleiding verbroken. Het CDC-team, onder leiding van dr. Ephraim Goodweather, wordt erbij geroepen om het voorval te onderzoeken. Dr. Goodweather en dr. Nora Martinez trekken hun gaspak aan en betreden het vliegtuig, daar ontdekken zij dat alle passagiers ogenschijnlijk zijn overleden. Tevens ontdekken zij aan boord vreemde parasietwormen en vrezen een soort ebola-uitbraak. Tot hun ontzetting ontdekken zij dat vier passagiers nog leven, inclusief piloot Doyle Redfern, en dat zij hen niet kunnen vertellen wat er gebeurd is. Nadat dr. Goodweather het vliegtuig heeft verlaten, wordt hij aangesproken door Abraham Setrakian, een oudere baas van een pandjeshuis. Hij eist dat de CDC alle slachtoffers in het vliegtuig vernietigt, om zo het virus te vernietigen, en dat de mysterieuze kist, die op een grafkist lijkt en uit het vliegtuig is gehaald, het vliegveld niet verlaat. Ondertussen wordt de net uit de gevangenis vrijgelaten gevangene Gus Elizalde door mr. Eichhorst, een mysterieuze man die een relatie heeft met Eldritch Palmer, ingehuurd. Mr. Palmer is een rijke en invloedrijke zakenman. Elizalde krijgt opdracht van mr. Eichhorst om de grafkist van het vliegveld te halen en naar een adres te brengen. Hij vertelt hem erbij dat hij onder geen beding de grafkist open moet maken en dat hij geen problemen zal krijgen tijdens het vervoer. Dr. Goodweather en Martinez ontdekken dan dat de grafkist is verdwenen, zij beseffen niet dan hun medewerker Jim Kent hier aan heeft meegewerkt. Een vliegveldmedewerker is ondertussen aangevallen door een ogenschijnlijk enorm wezen dat met behulp van een tentakel, dat vanuit zijn mond naar buiten komt, zijn bloed wegzuigt voordat hij zijn schedel inslaat. |            |                        |                    |                                            | |                   |  |
| 2 | 2          | The Box                | David Semel        | David Weddle Bradley Thompson              | Regina King - Ruby Wain Jonathan Potts - piloot Doyle Redfern Maria Ricossa - Margaret Pierson Steven McCarthy - Gary Arnot Isabelle Nélisse - Emma Arnot Joe Pingue - Caldwell                            | 20 juli 2014      |  |
| Elizalde levert de doodskist af op de opgegeven locatie, maar als hij vreemde geluiden uit de kist hoort, wordt hij bang en vlucht weg. De vier overlevenden uit het vliegtuig blijven vreemde symptomen vertonen, maar worden toch door de CDC vrijgelaten. Dit tegen de wens van dr. Goodweather in, die bij zijn vermoeden blijft dat zij een virusinfectie hebben en niet zoals CDC officieel verklaart dat zij blootgesteld zijn aan een koolstofmonoxidevergiftiging. De baas van dr. Goodweather, dr. Everett Barnes, haalt hem van de zaak af. Toch besluit dr. Goodweather aan de zaak te blijven werken en focust zich op de doodskist, dit omdat hij vermoedt dat dit de oorzaak verbergt van de besmetting. Eichhorst bezoekt zijn oude vijand Setrakian, die nu gevangen zit nadat hij gearresteerd werd op het vliegveld. Setrakian belooft aan hem dat hij het plan van De Meester om een leger van vampiers te maken te zullen dwarsbomen, maar zijn zwakke hart laat zien dat hij niet meer zo sterk is. Advocate en overlevende van het vliegtuigdrama Joan Luss wil samen met de andere overlevende rockzanger Gabriel Bolivar een rechtszaak aanspannen tegen de vliegtuigmaatschappij vanwege hun verplichte en onvrijwillige quarantaine. Ondertussen heeft Bolivar bezoek van een paar vrouwen, tijdens hun samenzijn bijt hij in een van de vrouwen in haar nek en drinkt haar bloed. Piloot Redfern, een van de overlevende, begint rare symptomen te vertonen en wordt met spoed opgenomen in het ziekenhuis. Dr. Goodweather is verbaasd als hij van mr. Arnott een bericht krijgt dat zijn dochter Emma is thuisgekomen, dit omdat zijn dochter een van de dodelijke slachtoffers was in het vliegtuig. Tevens ontdekt hij dat dr. Bennett, medisch onderzoeker in het mortuarium, samen met alle slachtoffers worden vermist. Eichhorst laat de wens van Palmer uitkomen door hem voor te stellen aan De Meester. In het huis van Arnott valt Emma haar vader aan door een tentakel uit haar mond te sturen die het bloed van haar vader uit zijn lichaam zuigt. |            |                        |                    |                                            | |                   |  |
| 3 | 3          | Gone Smooth            | David Semel        | Chuck Hogan                                | Regina King - Ruby Wain Alex Paxton-Beesley - Ann-Marie Barbour Jonathan Potts - piloot Doyle Redfern Melanie Merkosky - Sylvia Kent Barry Flatman - Flaxton                                               | 27 juli 2014      |  |
| De werkelijke identiteit van Eichhorst wordt onthuld wanneer hij een prothese van zijn neus, oor en keel opdoet om er zo menselijk uit te zien. De vier overlevenden vertonen steeds meer verschijnselen van hun infectie, en piloot Redfern wordt in quarantaine gelegd nadat dr. Goodweather en dr. Martinez hem niet beter kunnen maken. Kent ontmoet Eichhorst die hem weer om een gunst vraagt, dit weigert hij echter. Dan biedt Eichhorst hem aan om zijn terminale vrouw te behandelen als beloning voor de gunst. Kent wil alles doen voor zijn terminale vrouw, en biedt dan toch aan om de gunst uit te voeren. Meteen nadat Setrakian wordt vrijgelaten uit de gevangenis krijgt hij bezoek van dr. Martinez die hem om informatie vraagt over de besmetting in het vliegtuig. Hij vertelt aan haar dat de enige remedie tegen de besmetting het volledig vernietigen van de slachtoffers inhoudt. Ondertussen verblijft Bolivar in zijn penthouse waar hij, tot zijn grote ontsteltenis, zijn gedrag en lichaam ziet veranderen. Een van de veranderingen is dat zijn genitaliën van zijn lichaam afvalt. Piloot Redfern komt weer bij bewustzijn en is volledig getransformeerd, en ontsnapt dan uit zijn quarantaine. Hij vlucht naar de kelder van het ziekenhuis waar hij zich voedt met het opgeslagen bloed. Kent, dr. Goodweather en dr. Martinez sluiten hem daar in en willen hem overmeesteren, maar worden dan door hem aangevallen. Na een gevecht slaat dr. Goodweather hem dood met een brandblusser. |            |                        |                    |                                            | |                   |  |
| 4 | 4          | It's Not for Everyone  | Keith Gordon       | Regina Corrado                             | Jamie Hector - Alonso Creem Alex Paxton-Beesley - Ann-Marie Barbour Nikolai Witschl - Ansel Barbour Maria Ricossa - Margaret Pierson Steven McCarthy - Gary Arnot Isabelle Nélisse - Emma Arnot            | 3 augustus 2014   |  |
| Dr. Goodweather en dr. Martinez voeren, geassisteerd door Kent, een autopsie uit op het getransformeerde lichaam van piloot Redfern, en zijn geschokt hoever de transformatie is gegaan. Kent bekent dan aan dr. Goodweather en Martinez dat hij medeverantwoordelijk is met het laten verdwijnen van de doodskist, en dat hij hiervoor smeergeld heeft aangenomen voor de ziekenhuisrekeningen van zijn terminale vrouw. Dr. Goodweather is hier woedend over en slaat hem neer, daarna zegt hij hem te verdwijnen en dat hij voor hem niet meer bestaat. Ondertussen huurt Palmer computerhacker Dutch Velders in om in de computer van de gemeente in te breken, om zo het internet en het telefoonverkeer te ontregelen. Ansel Barbour, een van de overlevende, probeert zijn verergerde symptomen te verbergen voor zijn vrouw Anne Marie. Hij eist van haar dat zij hun kinderen naar haar zus brengt wanneer hij behoefte in bloed krijgt. Wanneer zij terugkomt vindt zij haar hond dood in de tuin en haar man in het tuinhuisje, hij heeft zichzelf daar vastgeketend. Hij wil haar aanvallen maar dankzij de ketting kan hij niet bij haar komen, hij smeekt haar voor haar eigen veiligheid te vluchten. Als zij weg wil vluchten, komt zij haar vervelende buurman tegen die bij haar wil klagen over de herrie die uit het tuinhuisje komt. Zij vertelt hem dat de hond de herrie veroorzaakt en dat hij haar toestemming heeft om de hond een lesje te leren. Als de buurman het tuinhuisje binnengaat sluit Anne Marie hem op, daar ontmoet hij Ansel die hem meteen aanvalt voor zijn bloed. Dr. Goodweather en Martinez bezoeken het huis van mr. Arnot om te zien of zijn dochter Emma nog werkelijk leeft en terug naar huis is gekomen. Daar ontdekken zij dat Emma en haar vader volledig geïnfecteerd zijn. Wanneer mr. Arnot en Emma hen aan wil vallen komt Setrakian binnen en onthoofd hen beiden zodat zij gered zijn. Hij vertelt hen dat dit de enige manier is om het virus te verslaan, en vraagt hen hem te vergezellen in zijn missie. |            |                        |                    |                                            | |                   |  |
| 5 | 5          | Runaways               | Peter Weller       | Gennifer Hutchison                         | Kathleen Chalfant - oma van Setrakian Larry Fessenden - Jack Noon Regina King - Ruby Wain Alex Paxton-Beesley - Ann-Marie Barbour Nikolai Witschl - Ansel Barbour Jim Watson - Abraham Kim Roberts - Neeva | 10 augustus 2014  |  |
| Bolivar krijgt bezoek van een uroloog, die gebeld is door zijn manager nadat de genitaliën bij hem eraf zijn gevallen. Nu hij verder getransformeerd is heeft hij geen controle meer over zijn acties, en door zijn bloeddorst vermoord Bolivar de uroloog. Zijn manager huurt een schoonmaker in om het lichaam van de uroloog en de sporen op te ruimen, tijdens zijn werkzaamheden wordt hij ook vermoord door Bolivar. Joan Luss, een andere overlevende, krijgt steeds meer symptomen van de virusinfectie. Haar werkster Neeva merkt dit op en vlucht samen met de kinderen van Luss het huis uit. Ondertussen heeft dr. Martinez moeite met de harde methode van Setrakian en besluit hem niet bij te staan, dr. Goodweather is echter wel overtuigd om hem te helpen en besluit bij hem te blijven. Hij en Setrakian besluiten om een geïnfecteerde vampier (of zoals Setrakian ze noemt: strigoi) te filmen zodat dr. Goodweather dit aan zijn baas dr. Everett Barnes kan laten zien. Zij gaan naar het huis van de familie Barbour waar zij Ann Marie vinden die zichzelf heeft opgehangen, dit omdat zij niet met de transformatie van haar man kon leven. Buiten in het tuinhuisje vinden zij haar man en de buurman, en dr. Goodweather filmt de onthoofding die Setrakian dan op beiden uitvoert. Dr. Goodweather gaat dan met de film naar de CDC om het aan dr. Barnes te laten zien. Hij ontdekt dan al snel dat hij daar in de val wordt gelokt, dit omdat hij de hoofdverdachte is voor de dood van piloot Redfern. Het lukt hem dankzij de hulp van Kent om te vluchten, en smeekt daarna Kent om te blijven proberen om CDC te overtuigen van de gevaren van de strigois. Dr. Martinez bezoekt haar dementerende moeder die tegen haar wil in een verpleegtehuis woont. Daar ziet zij dat een strigoi een bewoner aanvalt en besluit dan samen met haar moeder te vluchten. Vasiliy Fet, een ongediertebestrijder, merkt op dat de ratten in de stad vreemd verdrag vertoont. Het lukt hem om het spoor te volgen en komt dan uit in het riool, daar ziet hij diverse strigois rondlopen en het lukt hem maar net om te ontsnappen. Flashback: Een jonge Abraham Setrakian arriveert samen met zijn broer en moeder in een Concentratiekamp in Polen die onder leiding staat van kampcommandant Eichhorst. Eichhorst ontdekt dat Abraham een timmerman is en laat hem een enorme kist bouwen met versierselen erop. In een nacht is Abraham getuige van een vreemde figuur die zichzelf voedt met bloed van slapende medebewoners, hij is van plan om de vreemde figuur te doden met een zilveren mes. In een andere nacht is Abraham getuige dat zijn broer een slachtoffer is van het vreemde wezen. . |            |                        |                    |                                            | |                   |  |
| 6 | 6          | Occultation            | Peter Weller       | Justin Britt-Gibson                        | Dan Lett - agent Monroe Jeffrey R. Smith - dr. Bennett Conrad Coates - Mike Rivers Katy Breier - Lauretta Cody Ray Thompson - Brian                                                                        | 17 augustus 2014  |  |
| Dr. Goodweather wordt door de FBI gearresteerd terwijl hij bij zijn ex-vrouw Kelly op bezoek is. Voordat zij hem afvoeren vraagt hij dwingend aan Kelly om samen met hun zoon Zach voor hun eigen veiligheid de stad te verlaten. Eichhorst dwingt Kent en Elizalde om het lichaam van piloot Redfern uit het mortuarium te halen en te vernietigen. Setrakian bezoekt een ander huis van een slachtoffer van het vliegtuigdrama om daar de bewoners te onthoofden, maar door zijn zwakke fysieke zwakke gesteldheid en het overmacht aan doelwitten wordt hij zelf bijna vermoord. Om de FBI te ontvluchten vlucht dr. Martinez samen met haar moeder haar woning. Door de onveilige straten besluit samen met haar moeder onderdak te zoeken in het pandjeshuis van Setrakian. Ondertussen keert Fet terug op zijn kantoor waar hij ontdekt dat al zijn collega's geïnfecteerd zijn en besluit hen te vermoorden, hij ontdekt dat de strigoi vernietigd kunnen worden door zonlicht. Hij probeert dan zijn vervreemde vader ervan te overtuigen om te vluchten voor de strigoi, dit zonder succes. Door een zoneclips kunnen de strigoi ook overdag de straat op om zo naar slachtoffers te zoeken. Dr. Goodweather kan tijdens het transport aan zijn twee FBI bewakers ontsnappen. Elizalde en Felix worden op straat aangevallen door dr. Bennett, die nu ook een strigoi is, en Felix wordt nu ook geïnfecteerd. Elizalde vermoord de strigoi maar wordt dan samen met Felix door de politie gearresteerd. Dr. Goodweather gaat naar het pandjeshuis van Setrakian waar hij herenigd wordt met dr. Martinez. |            |                        |                    |                                            | |                   |  |
| 7 | 7          | For Services Rendered  | Charlotte Sieling  | David Weddle Bradley Thompson              | Aaron Douglas - Roger Luss Stephen McHattie - Vaun Jim Watson - Abraham Melanie Merkosky - Sylvia Kent Kim Roberts - Neeva Chloe O'Malley - Audrey Luss Jayden Greig - Keene Luss                          | 24 augustus 2014  |  |
| Roger, man van Joan Luss, keert terug in zijn huis na een zakenreis, zonder te vermoeden dat zijn vrouw een strigoi is geworden. Het lukt hem aan strigois te ontsnappen op straat en vlucht zijn huis in, daar wordt hij echter opgewacht in zijn strigoi geworden vrouw. Dr. Goodweather en Martinez schuilen in het pandjeshuis van Setrakian waar zij wapens verzamelen voor hun gevecht tegen de strigoi. Zij gaan dan naar de woning van Kent, waar zij hem aantreffen bij zijn terminale vrouw terwijl hij zijn smeergeldacties aan haar probeert uit te leggen. Zij kan hem echter niet vergeven voor zijn acties en vertrekt naar het vliegveld om een experimentele kankermedicijn te ondergaan in een andere staat. Kent beseft dat hij verkeerde keuzes heeft gemaakt en besluit dr. Goodweather en Martinez te helpen in hun strijd tegen de strigois. Zij maken het plan om met behulp van Kent Eichhorst in de val te lokken om zo bij De Meester uit te komen. Echter hun plan mislukt en Eichhorst kan ontsnappen. Neeva, de werkster van Joan, houdt de kinderen van Joan uit haar buurt, maar wordt dan door haar eigen dochter gedwongen om de kinderen terug te brengen. Bij het huis van Joan aangekomen worden zij door Joan en een bezorger, beide nu een strigoi, aangevallen. Een rebellerende bende van strigois onder leiding van Vaun arriveert dan, en het lukt hen Joan en de bezorger te vermoorden, tevens vermoorden zij de dochter van Neeva die ook geïnfecteerd was. |            |                        |                    |                                            | |                   |  |
| 8 | 8          | Creatures of the Night | Guy Ferland        | Chuck Hogan                                | Nicola Correia-Damude - Nikki Vas Saranga - Hassan George Buza - Buck Norris Rick Baker - man uit Brooklyn                                                                                                 | 31 augustus 2014  |  |
| Na de mislukte aanval op Eichhorst trekken dr. Goodweather, Martinez, Kent en Setrakian zich terug om de vergelding af te wachten van De Meester voor hun aanval. Tijdens hun tocht naar Brooklyn dringen zij diverse winkels binnen waar zij medische apparatuur verkopen om zoveel mogelijk ultravioletlampen te bemachtigen. Deze lampen willen zij gebruiken in hun strijd tegen de strigois, tijdens hun zoektocht ontmoeten zij Fet die hetzelfde idee had. Als de hele groep in een winkel bezig zijn worden zij aangevallen door een groep strigois, zij werpen dan een barricade op om zo de strigois buiten te houden. De andere klanten in de winkel, waaronder computerhacker Dutch Velders, zijn geschokt als zij de verschrikkingen zien van de handelswijze van de strigois. Setrakian legt uit dat De Meester de strigois controleert door hen op te jagen. Tijdens een gevecht wordt Kent besmet door een strigoi, dr. Goodweather en Martinez kunnen dan een virusworm van zijn gezicht af halen. Zij ontdekken echter dat het virus toch door het lichaam van Kent is opgenomen. Kent is bang voor zijn transformatie en smeekt de groep hem te doden, Setrakian en Fet gaan akkoord en schieten hem neer. Op het moment dat de strigois de aanwezige in de winkel kunnen overmeesteren, lukt het de groep om te ontsnappen in een vrachtwagen buiten de winkel. |            |                        |                    |                                            | |                   |  |
| 9 | 9          | The Disappeared        | Charlotte Sieling  | Regina Corrado                             | Jim Watson - Abraham Matthew Deslippe - Julius Styles Benjamin Beauchemin - David Sam Herrington - Miles Parness Michel Issa Rubio - Ronnie                                                                | 7 september 2014  |  |
| Dr. Goodweather gaat met de groep terug naar zijn woning, zij komen daar net op tijd om Zach te redden van een geïnfecteerde Matt. Setrakian, Velders, Fet en Zach gaan terug naar het pandjeshuis van Setrakian, terwijl dr. Goodweather en Martinez achterblijven om het lichaam van Matt te verbranden en wachten op de vermiste Kelly. Het appartement van Velders is besmet, daarom overtuigd Fet haar om met hen mee te gaan. In het pandjeshuis gaat Fet akkoord om met Setrakian mee te vechten in zijn gevecht tegen de strigois, en Velders bekent verantwoordelijk te zijn voor het laten crashen van het communicatienetwerk in opdracht van Palmer. In de woning van dr. Goodweather arriveert de vriendin van Kelly, Diane, vlak nadat dr. Goodweather en Martinez een romantisch moment hebben gehad. Na een korte woordenwisseling vraagt dr. Goodweather aan Diane om met hem contact op te nemen als zij iets van Kelly verneemt, dan keert hij met Martinez terug naar het pandjeshuis. Ondertussen is Felix volledig getransformeerd in een strigoi, en tijdens zijn rit in een politiebus naar Rikers Island valt hij de medepassagiers aan waardoor de bus een aanrijding krijgt. Voordat Felix kan ontsnappen, wordt hij vermoord door Elizalde. Flashback: Tijdens zijn gevangenschap in een concentratiekamp probeert Setrakian De Meester te vermoorden met een mes wanneer hij zich voedt met het bloed van de medegevangenen. Hij heeft echter de kracht van De Meester onderschat wanneer hij met zijn enorme handen de vingers verbrijzeld van Setrakian. De volgende dag ziet Eichhorst zijn verwondingen en zendt hem naar een andere groep die klaar staat om geëxecuteerd te worden. De groep wordt net op tijd gered tijdens een geallieerde aanval. Eichhorst kan echter op tijd vluchten voor de aanval en vindt een schuilplaats in een geheime bunker in de bossen. In deze bunker staat ook de grafkist van De Meester. Daar brengt De Meester een worm in het lichaam van Eichhorst zodat hij transformeert in een strigoi. |            |                        |                    |                                            | |                   |  |
| 10 | 10         | Loved Ones             | John Dahl          | Gennifer Hutchison                         | Quincy Tyler Bernstine - Brea Sam Herrington - Miles Parness Molly Kidder - Stephanie Theresa Tova - Beverly                                                                                               | 14 september 2014 |  |
| Terug in het pandjeshuis lukt het Zach om met een laptop de telefoon te traceren van zijn moeder Kelly. Dr. Goodweather ontdekt al snel dat een dakloze de telefoon heeft gevonden in een achtergelaten auto, daarin vindt hij een zakdoek met bloed erop. (Flashback: Kelly wordt thuis aangevallen door de getransformeerde Matt. Het lukt haar te ontsnappen, maar wordt tijdens haar ontsnapping wel besmet met het virus. Zij ondervindt nu ook haar transformatie, en door haar dorst naar bloed gaat zij naar het huis van haar vriendin Diane waar zij haar en haar zoon aanvalt). Dr. Goodweather gaat op zoek naar Kelly in de woning van Diane, daar komt hij de getransformeerde Diane en haar zoon tegen. Hij wordt dan gedwongen om hen te vermoorden, en ontdekt dan een halsketting van Kelly in de handen van Diane. Dit komt als een klap bij hem omdat hij nu vermoedt dat Kelly hen geïnfecteerd heeft. Velders vertelt Setrakian dat hij misschien de schade, die zij heeft veroorzaakt door het hacken van het communicatienetwerk, kan omkeren. Hiervoor moet zij wel indringen in het hoofdkwartier van het bedrijf van Palmer. Zij gaat dan samen met Fet in de vermomming van ongediertebestrijders naar het hoofdkwartier, maar daar wordt zij al snel ontmaskerd door de bewaker. Fitzwilliam, de assistent van Palmer, wordt hiervan op de hoogte gesteld en onderschept hen waarna hij hen naar Palmer brengt. Palmer vertelt aan hen wat zijn plannen zijn om onsterfelijk te worden, en geeft dan aan Fitzwilliam de opdracht hen te vermoorden. Fitzwilliam neemt hen mee en laat hen dan vrij, dit omdat hij nu twijfelt aan de acties van zijn baas. Fet biedt hem aan om met hen mee te vechten, maar hij weigert vanwege zijn loyaliteit aan Palmer. Dr. Goodweather keert terug in het pandjeshuis waar hij Velders beschuldigt, zij pikt dat niet en verlaat boos de groep. Ondertussen wordt Kelly, die nu volledig getransformeerd is, bij De Meester gebracht en vertelt haar om feest te gaan vieren. |            |                        |                    |                                            | |                   |  |
| 11 | 11         | The Third Rail         | Deran Sarafian     | Justin Britt-Gibson Chuck Hogan            | Donald Burda - Kevin Farrell James Cade - Roman Camille Stopps - Val Tiffany Martin - Syndie | 21 september 2014 |  |
| De groep plant een aanval op de ondergrondse ruimte, volgens Setrakian net naast de plek van de aanslagen op 11 september 2001, waar De Meester zich schuilhoudt. Dr. Goodweather wil dat Martinez met Zach en haar moeder, die lijdt aan dementie, achterblijven. Martinez weigert echter en dr. Goodweather besluit dan dat Zach op mrs. Martinez blijft letten en geeft hem zijn sleutels. Dr. Goodweather, Martinez, Fet en Setrakian dringen een verlaten metrotunnel binnen voor hun zoektocht naar De Meester. Zach zwicht onder de druk van mrs. Martinez om sigaretten te halen en verlaat het pandjeshuis. Hij vindt een verlaten winkel, en wanneer er dan plunderaars arriveren verstopt hij zich in een kamertje waar hij een strigoi tegenkomt. Hij probeert van de strigoi te ontsnappen en krijgt dan hulp van Elizalde die arriveert met een bijl. Elizalde kon een tijd geleden ontsnappen van de politie en ging toen op zoek naar zijn familie. Nadat hij zijn familie had gevonden ontdekte hij dat daar iedereen besmet was, en vermoorde toen iedereen met uitzondering van zijn moeder. Elizalde stuurt Zach weg en vernietigd dan alle strigois en de slachtoffers. Ondertussen lukt het dr. Goodweather en de rest de locatie te vinden van de verblijfplaats van De Meester, maar De Meester vinden zij daar niet maar wel verschillende strigois. Dr. Goodweather hoort dan de stem van Kelly die om hulp roept, maar Setrakian waarschuwt hem dat het een val is. De stem leidt dr. Goodweather naar een grotere ruimte waar de grafkist van De Meester staat met verschillende strigois eromheen. Dan verschijnt De Meester ten tonele en probeert dr. Goodweather te vermoorden. Dr. Goodweather krijgt dan hulp van Fet, Setrakian en Martinez die een zelfgemaakte ultravioletlamp bom aanzetten, maar deze doodt alleen een aantal strigois en drijft De Meester alleen maar terug. Setrakian wil echter niet opgegeven en wil De Meester nu voor altijd uitschakelen, maar moet verplicht terug naar de groep omdat een nieuwe groep strigois hun aanvalt. |            |                        |                    |                                            | |                   |  |
| 12 | 12         | Last Rites             | Peter Weller       | Carlton Cuse David Weddle Bradley Thompson | Jamie Hector - Alonso Creem Stephen McHattie - Vaun Adina Verson - Miriam Setrakian Jim Watson - Abraham                                                                                                   | 28 september 2014 |  |
| Setrakian, dr. Goodweather, Fet en Martinez keren teug naar het pandjeshuis waar dr. Goodweather herenigd wordt met Zach. Velders keert dan ook terug met een computeruitrusting waarmee zij een alarmsysteem wil opzetten om zo mensen te waarschuwen over de strigoi invasie. Velders en dr. Goodweather proberen dan een televisieboodschap uit te sturen voordat deze geblokkeerd wordt. Ondertussen vindt Elizalde Alonso Creem, een voormalige medeplichtige van hem, die hij onder bedreiging dwingt om hem wapens, munitie en geld te leveren. Hij ontdekt dan dat Creem zonder zelf te weten containers heeft vervoerd met daarin strigois. Nadat hij een container opent gaat Elizalde de strijd aan met de aanwezige strigois. Dan arriveert Vaun met zijn anti-strigoi team die hem helpt met de strijd. Vaun en zijn team ontvoert daarna Elizalde, en laat Creem levend achter. Bolivar breekt het pandjeshuis binnen en valt dan mrs. Martinez aan en infecteert haar. Tijdens het tumult valt ook Eichhorst met zijn strigois binnen, dit dwingt Setrakian en de groep te ontsnappen via een geheime uitgang. Voordat mrs. Martinez transformeert in een strigoi lukt het dr. Martinez haar te genezen. Setrakian neemt dan afscheid van het nog steeds kloppend strigoi hart van zijn overleden vrouw Miriam. De Meester bezoekt de stervende Palmer op zijn ziekbed, en door lichaamsvocht in zijn keel te laten druppelen wil De Meester zijn leven verlengen. Flashback: In 1967 ontdekt Setrakian dat zijn vrouw Miriam besmet is met het virus door De Meester. Hij besluit haar te onthoofden en haalt het nog steeds kloppende hart, vol met strigoi wormen, uit zijn vrouw om dit te bewaren. |            |                        |                    |                                            | |                   |  |
| 13 | 13         | The Master             | Phil Abraham       | Carlton Cuse Chuck Hogan                   | Doug Jones - The Ancient Stephen McHattie - Vaun Maria Ricossa - Margaret Pierson | 5 oktober 2014    |  |
| Nadat ze zijn ontsnapt uit het pandjeshuis hergroeperen dr. Goodweather, Setrakian en Fet met de rest. Zij gaan ervan uit dat De Meester zijn beschadigde grafkist moet repareren, en dat hij er vlakbij zal verblijven. Dr. Goodweather en Fet beginnen aan een nieuwe missie wat hen leidt naar het theater van Bolivar. Dankzij de wetenschap van Fet lukt het hen het theater via ondergrondse tunnels te bereiken. Eenmaal binnen ontdekken zij de grafkist van De Meester en gaan ervan uit dat hij vlakbij zal zijn. Voordat zij de grafkist gaan onderzoeken verwijdert Fet een putdeksel waardoor het riool overspoeld wordt met zonlicht, dit zal van deze zijde de strigois tegenhouden. Ondertussen is Palmer boos op De Meester dat hij hem alleen beter heeft gemaakt en niet onsterfelijk heeft gemaakt. Eichhorst belooft hem dat hij beloond zal worden door De Meester nadat zijn werk is gedaan. Fitzwilliam is ervan overtuigd dat zijn baas Palmer te ver is gegaan en besluit hem te verlaten. Palmer en Eichhorst confronteren dr. Barnes, de baas van de CDC, met zijn opdracht tot het evacueren van New York. Palmer duwt dan Pierson vanaf het balkon, zo dat het lijkt op zelfmoord. Hierna willen zij Barnes overtuigen om met hen de strijd voort te zetten. Ondertussen bereiden dr. Goodweather, Fet, Setrakian, Martinez en Velders zich voor om een aanval in te zetten op het theater. Martinez stelt voor om Zach mee te nemen nadat dr. Goodweather hem niet alleen met de getransformeerde Kelly wil achterlaten. In de ondergrondse tunnels vernietigt Fet een groep strigois met een dynamietstaven. Eenmaal in het theater gaan zij het gevecht aan met een andere groep strigois, met daaronder Bolivar en Eichhorst. Setrakian en dr. Goodweather gaan achter De Meester aan door hem naar het zonlicht te jagen, hierin krijgt hij diverse brandwonden maar het lukt hem toch te ontsnappen. De zwaar gewonde Eichhorst kan samen met Bolivar en een groep strigois ook ontsnappen. Setrakian en de rest van de groep zijn ontsteld dat het zonlicht De Meester niet heeft kunnen doden. Nadat de groep zich heeft teruggetrokken van het theater veinst Zach een astma-aanval om zo terug te kunnen gaan naar zijn moeder Kelly voor zijn medicatie. Daar neemt Zach een fotoalbum in zijn handen van zijn familie. De volledige getransformeerd Kelly roept Zach, wanneer Zach naar haar toe gaat, wordt hij tegengehouden door zijn vader die Kelly daarna neerschiet. Kelly raakt alleen gewond door de kogels en kan dan ontsnappen. Setrakian waarschuwt dr. Goodweather dat De Meester Kelly zal gebruiken om de groep te pakken te kunnen krijgen. Ondertussen vertelt Vaun aan Elizalde dat De Meester een strigoi is die een afspraak met hem heeft geschonden. Vaun heeft een mens nodig om De Meester te verslaan, en hij wil daarom Elizalde in zijn groep opnemen voor het gevecht. Elizalde gaat akkoord met zijn deelname, vooral uit wraak voor zijn familie. |            |                        |                    |                                            | |                   |  |